# چمن بید (مانه و سملقان)
چمن بید روستایی در شهرستان مانه و سملقان بخش سملقان استان خراسان شمالی ایران است. این روستا به دلیل عبور جاده آسیایی از میان آن از اهمیت بالایی برخوردار است، بیشتر مردم این روستا به شغل رستوران داری و مغازه داری مشغول‌اند و مردم چمن بید به آشپزهای نمونه‌ مشهور هستند. اکتفای تام به جاده آسیایی موجب شده تا جوانان به شغل های دیگر روی نیاورند و همین امر اشتغال این روستا را ضعیف کرده و مهاجرت از این روستا برای ساکنین آن را رواج داده است.

## جمعیت
بر پایه سرشماری عمومی نفوس و مسکن در سال ۱۳۹۵ جمعیت این مکان ۱٬۴۲۷ نفر (۴۴۸خانوار) بوده‌است.